# Günter Perleberg
Günter Perleberg (* 17. März 1935 in Brandenburg an der Havel; † 1. August 2019 in Garbsen) war ein deutscher Kanute. Er gewann 1960  in Rom olympisches Gold und 1964 in Tokio Silber.

## Leben
Perleberg wurde im Boot des SC Aufbau Magdeburg 1957 erstmals DDR-Meister im Zweier-Kajak und 1958 im Einer-Kajak. Bei den Olympischen Spielen 1960 auf dem Albaner See wurde einmalig eine 4-mal-500-Meter-Staffel im Einer-Kajak ausgetragen, die ab 1964 durch den Viererkajak ersetzt wurde. Für diese Staffel wurden mit Friedhelm Wentzke und Paul Lange zwei Kanuten aus der Bundesrepublik und mit Günter Perleberg und Dieter Krause zwei Kanuten aus der DDR gemeldet. Die Staffel gewann Gold und war damit das erfolgreichste gesamtdeutsche Team.
1959, 1961 und 1963 wurde Perleberg Europameister im Vierer-Kajak, 1963 gewann er im jugoslawischen Jajce den Weltmeistertitel. In Jajce setzte sich Perleberg von der DDR-Mannschaft ab und floh in die Bundesrepublik, wo er sich in Havelse niederließ und seinem erlernten Beruf als Bauingenieur nachging.
Die gesamtdeutsche Mannschaft für die Olympischen Spiele 1964 in Tokio sollte bei den Kanuten in zwei Regatten festgelegt werden, je eine in Magdeburg und Duisburg. Hier kam es nun zu dem Problem, dass Perleberg wegen seiner Flucht aus der DDR dort strafrechtlich bedroht war und deswegen nicht in Magdeburg antreten wollte. Da dies zu ernsthaften diplomatischen Verwicklungen führte, machte der IOC-Präsident Avery Brundage als Vermittler den Kompromissvorschlag, die Qualifikation mit Perleberg statt in Magdeburg in Berlin-Grünau auszutragen. Berlin-Grünau gehörte zu Ost-Berlin, aber der Sonderstatus von Berlin als Viersektorenstadt erlaubte es der DDR-Führung ihr Gesicht zu wahren. Zwei Tage vor der Qualifikation in Magdeburg wurde deshalb am 10. September 1964 in Berlin-Grünau die erste Qualifikation im Vierer-Kajak ausgetragen, die der westdeutsche Vierer mit 0,3 Sekunden Vorsprung gewann. Bei der zweiten Regatta in Duisburg am 19. September gewann das westdeutsche Boot deutlich.
Bei den Spielen in Tokio vertrat also die westdeutsche Besatzung mit Holger Zander, Perleberg, Friedhelm Wentzke und Bernhard Schulze Deutschland im Vierer-Kajak. Im Finale der Olympischen Spiele am 22. Oktober war das Boot aus der Sowjetunion nicht zu schlagen, der deutsche Vierer wurde Zweiter knapp vor dem rumänischen Boot.
Für seine sportlichen Leistungen wurde er am 11. Dezember 1964 mit dem Silbernen Lorbeerblatt ausgezeichnet.
Für seine Verdienste um den Sport in Niedersachsen wurde er 1988 in die Ehrengalerie des niedersächsischen Sports des Niedersächsischen Instituts für Sportgeschichte aufgenommen.

## Auszeichnungen (Auswahl)
- 1960: Vaterländischer Verdienstorden in Bronze